# Eva Eriksson
Eva Eriksson, nascuda el 13 de maig de 1949 a Halmstad, Suècia, és una il·lustradora i escriptora sueca.
Es va educar a Konstfack, la universitat estatal sueca d'art, disseny i artesania, a Estocolm. Ha il·lustrat diversos llibres infantils d'escriptors com Barbro Lindgren i Viveca Lärn, Ulf Stark, Ulf Nilsson o Rose Lagercrantz. I també ha signat i il·lustrat les seves pròpies històries. Alguns dels seus llibres, il·lustrats en un estil senzill, que fa servir els tons pastel i els colors suaus, amb tocs d'humor, també han estat traduïts a l'anglès. Entre 2003 i 2012 va ocupar el seient número 1 de l'Acadèmia Sueca de Llibres Infantils.
Al 1974, Eriksson va fer una incursió en el món del cinema amb Playa eller Akta den gnistrande blanka ytan, que va dirigir conjuntament amb Erik Strömdahl.
Moltes de les obres d'Eva Eriksson han passat al teatre, com ara Lilla syster Kanin (La germana petita del conill), o la sèrie de llibres sobre Malla i Mamman och den vilda bebin (La mare i el nadó salvatge). I també al cinema, com ara el curtmetratge de Michael Ekblad Alla små døda djur (Tots els petits animals morts) (2019).
També ha treballat en l'animació. Així, quan el 1983 es va fer una pel·lícula a partir de Mamman och den vilda bebin (La mare i el nadó salvatge), Eriksson va ser la responsable de l'animació. A la pel·lícula Bella och Gustav – om en liten vecka, de 1985, va ser responsable del guió, la fotografia, les animacions i –juntament amb Jan Gustavsson– la codirecció.

## Obra seleccionada
- 1977 – Blåsjöbarna i Vilda Västern (text: Björn Norström i Jonas Sima)
- 1978 – Barnen i den gula korridoren (text: Gunilla Banks)
- 1979 – Sagan om den lilla farbrorn (text: Barbro Lindgren)
- 1979 – Monstret i skåpet (text: Viveca Sundvall)
- 1980 – Bella och Gustav (text propi)
- 1980 – Mamman och den vilda bebin med (text de Barbro Lindgren)
- 1981 – Gäddjakten med (text de Finn Zetterholm)
- 1982 – Den vilda bebiresan (text de Barbro Lindgren)
- 1982 – Älskade lilla gris (text: Ulf Nilsson)
- 1982 – Majken, den nittonde december (text: Margareta Strömstedt)
- 1983 – Pelle Plutt
- 1983 – Lilla syster Kanin (text de Ulf Nilsson)
- 1984 – Att man kan bli stark (text: Rose Lagercrantz)
- 1984 – Svär inte så förbannat! (text: Gun-Britt Sundström)
- 1985 – Stures nya jacka
- 1985 – Vilda bebin får en hund (text de Barbro Lindgren)
- 1989 – Fem feta cirkusgrisar (text: Ulf Nilsson)
- 1990 – Elsas hemlighet
- 1995 – Lilla lokomotivet Rosa (text de Barbro Lindgren)
- 1996 – Olycksfågeln Evert (text: Eva Bexell)
- 1997 – Andrejs längtan (text de Barbro Lindgren)
- 1998 – Malla handlar
- 2001 – Pompe går i skogen (juntament amb Barbro Lindgren)
- 2002 – Mannen, damen och något i magen (juntament amb Kim Fupz Aakeson)
- 2002 – Julia vill ha ett djur (juntament amb Barbro Lindgren)
- 2002 – Mest om Anton (juntament amb Sten Wistrand)
- 2002 – En dag med Johnny (juntament amb Bo R. Holmberg)
- 2002 – Stora boken om den vilda bebin (juntament amb Barbro Lindgren)
- 2003 – Alva och familjen låtsas (juntament amb Johanna Nilsson)
- 2003 – Malla cyklar
- 2004 – Sniff sniff (juntament amb Haruko Östergren)
- 2004 – När farfar blev ett spöke (juntament amb Kim Fupz Aakeson)
- 2004 – Rosas sånger (juntament amb Barbro Lindgren)
- 2004 – Max bil (juntament amb Barbro Lindgren)
- 2004 – Sniff i snön (juntament amb Haruko Östergren)
- 2004 – Linnea och snömannen (juntament amb Bo R. Holmberg)

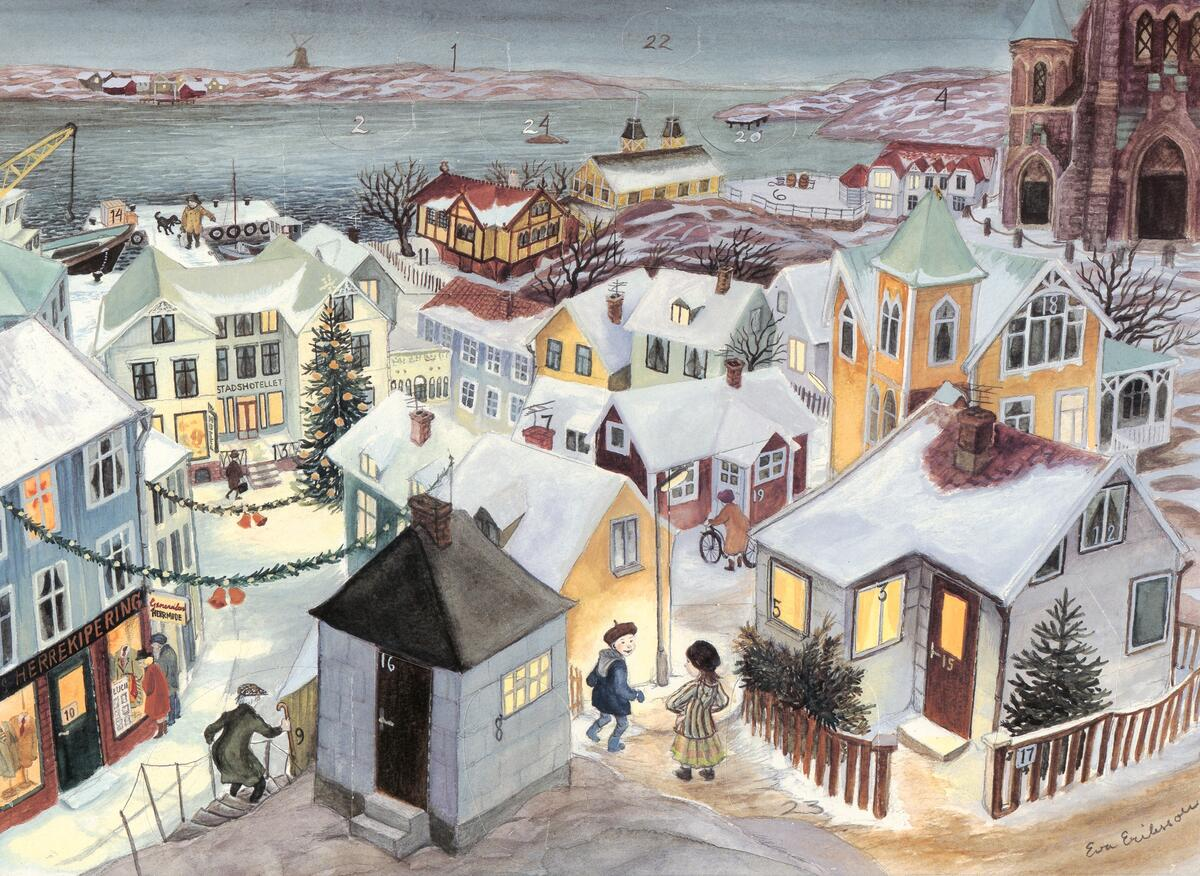
Eva Eriksson, Il·lustració per a un calendari, Gotlands Museum

- Eva Eriksson, Il·lustració per a un calendari, Gotlands Museum2005 – Det var tur (juntament amb Thomas Halling)
- 2005 – Dollans dagis (juntament amb Barbro Lindgren)
- 2005 – Ännu mer om Anton (juntament amb Sten Wistrand)
- 2006 – Max lampa (juntament amb Barbro Lindgren)
- 2006 – Max kaka (juntament amb Barbro Lindgren)
- 2012 – Jul i Stora Skogen (juntament amb Ulf Stark)
- 2017 – Räven och Tomten (text: Astrid Lindgren, a partir d'un poema de Karl-Erik Forsslund)

## Premis
- 1981: Placa d'Elsa Beskow[8]
- 1981: Expressens Heffalump
- 1983: placa infantil de BMF (juntament amb Ulf Nilsson) per Little Sister Rabbit
- 1985: Placa infantil de BMF (juntament amb Viveca Lärn) per We sneak in Enoch
- 1986: Beca Raben & Sjogren
- 1998: Placa Infantil BMF per a Malla's
- 1999: Knut V Pettersson -stipendiat
- 2001: Premi Astrid Lindgren
- 2006: Premi Ottilia Adelborg
- 2008: Premi Emil
- 2014ː Premi del llibre infantil del Rin del Nord-Westfalia[9]
- 2016ː Premi cultural de la Regió de Halland.[5]